# تصفيات بطولة أمم أوروبا 2016 المجموعة ع

تظهر هذه الصفحة ترتيب ونتائج المجموعة I من مسابقة تصفيات بطولة أمم أوروبا لكرة القدم 2016.

## الترتيب
| م | الفريق   | لعب | ف | ت | خ | أ.له | أ.ع | أ.ف | نقاط | التأهل                     |     | البرتغال | ألبانيا | الدنمارك | صربيا | أرمينيا |
| - | -------- | --- | - | - | - | ---- | --- | --- | ---- | -------------------------- | --- | -------- | ------- | -------- | ----- | ------- |
| 1 | البرتغال | 8   | 7 | 0 | 1 | 11   | 5   | +6  | 21   | تأهل إلى المسابقة النهائية |     | —        | 0–1     | 1–0      | 2–1   | 1–0     |
| 2 | ألبانيا  | 8   | 4 | 2 | 2 | 10   | 5   | +5  | 14   | تأهل إلى المسابقة النهائية |     | 0–1      | —       | 1–1      | 0–2   | 2–1     |
| 3 | الدنمارك | 8   | 3 | 3 | 2 | 8    | 5   | +3  | 12   | تقدم إلى الملحق            |     | 0–1      | 0–0     | —        | 2–0   | 2–1     |
| 4 | صربيا    | 8   | 2 | 1 | 5 | 8    | 13  | −5  | 4    |                            |     | 1–2      | 0–3     | 1–3      | —     | 2–0     |
| 5 | أرمينيا  | 8   | 0 | 2 | 6 | 5    | 14  | −9  | 2    |                            | 2–3 | 0–3      | 0–0     | 1–1      | —     |         |

1. 1 2 3  مباراة صربيا وألبانيا تم منحها كفوز لصالح ألبانيا 3–0، كما تم خصم ثلاثة نقاط من صربيا، وذلك على إثر دخول الجماهير الصربية لأرضية الميدان ومهاجمتها للاعبين الألبان.

## المباريات
أصدر اليويفا جدول المباريات تزامناً مع يوم انعقاد القرعة في 23 فبراير 2014 في نيس.
| الدنمارك                              | 2–1   | أرمينيا             |
| ------------------------------------- | ----- | ------------------- |
| بيير هويبرغ 65' · توماس كالينبيرغ 80' | تقرير | هنريخ مخيتاريان 50' |

| البرتغال | 0–1   | ألبانيا         |
| -------- | ----- | --------------- |
|          | تقرير | بيكيم بالاي 52' |

| أرمينيا              | 1–1   | صربيا            |
| -------------------- | ----- | ---------------- |
| روبرت أرزومانيان 73' | تقرير | زوران توشيتش 89' |

| ألبانيا           | 1–1   | الدنمارك |
| ----------------- | ----- | -------- |
| إرمير لينياني 38' | تقرير | Vibe 81' |

| الدنمارك | 0–1   | البرتغال                |
| -------- | ----- | ----------------------- |
|          | تقرير | كريستيانو رونالدو 90+5' |

| صربيا | 0–3 Awarded | ألبانيا |
| ----- | ----------- | ------- |
|       | تقرير       |         |

| البرتغال              | 1–0   | أرمينيا |
| --------------------- | ----- | ------- |
| كريستيانو رونالدو 72' | تقرير |         |

| صربيا           | 1–3   | الدنمارك                                |
| --------------- | ----- | --------------------------------------- |
| زوران توشيتش 4' | تقرير | نيكلاس بينتنر 60'، 85' · سيمون كيير 62' |

| ألبانيا                              | 2–1   | أرمينيا                |
| ------------------------------------ | ----- | ---------------------- |
| ميرغيم مافراي 77' · شكيلزين غاشي 81' | تقرير | ميرغيم مافراي 4' (ضد.) |

| البرتغال                                  | 2–1   | صربيا              |
| ----------------------------------------- | ----- | ------------------ |
| ريكاردو كارفاليو 10' · فابيو كوينتراو 63' | تقرير | نيمانيا ماتيتش 61' |

| أرمينيا                               | 2–3   | البرتغال                                |
| ------------------------------------- | ----- | --------------------------------------- |
| ماركوس بيتسيلي 14' · هراير مكويان 72' | تقرير | كريستيانو رونالدو 29' (ركلة.)، 55'، 58' |

| الدنمارك                          | 2–0   | صربيا |
| --------------------------------- | ----- | ----- |
| يوسف بولسن 13' · ياكوب بولسين 87' | تقرير |       |

| الدنمارك | 0–0   | ألبانيا |
| -------- | ----- | ------- |
|          | تقرير |         |

| صربيا                                   | 2–0   | أرمينيا |
| --------------------------------------- | ----- | ------- |
| Hayrapetyan 22' (ضد.) · آدم لياييتش 53' | تقرير |         |

| أرمينيا | 0–0   | الدنمارك |
| ------- | ----- | -------- |
|         | تقرير |          |

| ألبانيا | 0–1   | البرتغال           |
| ------- | ----- | ------------------ |
|         | تقرير | ميغيل فيلوسو 90+2' |

| ألبانيا | 0–2   | صربيا                                      |
| ------- | ----- | ------------------------------------------ |
|         | تقرير | ألكساندر كولاروف 90+1' · آدم لياييتش 90+4' |

| البرتغال         | 1–0   | الدنمارك |
| ---------------- | ----- | -------- |
| جواو موتينيو 66' | تقرير |          |

| أرمينيا | 0–3   | ألبانيا                                                            |
| ------- | ----- | ------------------------------------------------------------------ |
|         | تقرير | كامو هوفهانيسيان 9' (ضد.) · بيرات ديمسيتي 23' · أرماندو ساديكو 76' |

| صربيا            | 1–2   | البرتغال                   |
| ---------------- | ----- | -------------------------- |
| زوران توشيتش 65' | تقرير | ناني 5' · جواو موتينيو 78' |

## المباريات الودية المركزية
ستنضم فرنسا للمشاركة في المجموعة I المكونة من خمسة فرق والتي تتيح الفرصة لمستضيف بطولة 2016 بخوض مباريات ودية ضد هذه الدول في أيام الراحة. ولن يكون لهذه المباريات تأثير على ترتيب المجموعة المؤهل.
| صربيا                | 1–1   | فرنسا         |
| -------------------- | ----- | ------------- |
| ألكساندر كولاروف 80' | تقرير | بول بوغبا 13' |

| فرنسا                          | 2–1   | البرتغال                     |
| ------------------------------ | ----- | ---------------------------- |
| كريم بنزيما 3' · بول بوغبا 69' | تقرير | ريكاردو كواريسما 77' (ركلة.) |

| أرمينيا | 0–3   | فرنسا                                                              |
| ------- | ----- | ------------------------------------------------------------------ |
|         | تقرير | لويك ريمي 7' · أندريه بيير جينياك 55' (ركلة.) · أنطوان غريزمان 84' |

| فرنسا              | 1–1   | ألبانيا           |
| ------------------ | ----- | ----------------- |
| أنطوان غريزمان 73' | تقرير | ميرغيم مافراي 40' |

| فرنسا                                  | 2–0   | الدنمارك |
| -------------------------------------- | ----- | -------- |
| ألكسندر لاكازيت 14' · أوليفيه جيرو 38' | تقرير |          |

| ألبانيا        | 1–0   | فرنسا |
| -------------- | ----- | ----- |
| أرغيس كاجي 43' | تقرير |       |

| البرتغال | 0–1   | فرنسا              |
| -------- | ----- | ------------------ |
|          | تقرير | ماثيو فالبوينا 85' |

| فرنسا                | 2–1   | صربيا                  |
| -------------------- | ----- | ---------------------- |
| بليز ماتويدي 9'، 25' | تقرير | ألكساندر ميتروفيتش 39' |

| فرنسا                                                       | 4–0   | أرمينيا |
| ----------------------------------------------------------- | ----- | ------- |
| أنطوان غريزمان 35' · يوهان كاباي 55' · كريم بنزيما 78'، 79' | تقرير |         |

| الدنمارك               | 1–2   | فرنسا               |
| ---------------------- | ----- | ------------------- |
| ايريك سفياتشينكو 90+1' | تقرير | أوليفيه جيرو 4'، 6' |

## روابط خارجية
- مرحلة تصفيات بطولة أمم أوروبا لكرة القدم 2016 مجموعة I